# Заднога
Заднога (пол. Zadnoga) — село в Польщі, у гміні Криниці Томашівського повіту Люблінського воєводства.
Населення — 136 осіб (2011).
Розташоване на Закерзонні (в історичному Надсянні).
У 1975—1998 роках село належало до Замойського воєводства.

## Демографія
Демографічна структура станом на 31 березня 2011 року:
|          | Загалом | Допрацездатний вік | Працездатний вік | Постпрацездатний вік |
| -------- | ------- | ------------------ | ---------------- | -------------------- |
| Чоловіки | 70      | 12                 | 54               | 4                    |
| Жінки    | 66      | 8                  | 34               | 24                   |
| Разом    | 136     | 20                 | 88               | 28                   |